# Herrmann Julius Meyer
Hermann Julius Meyer, född den 4 april 1826 i Gotha, död den 12 mars 1909 i Leipzig, var en tysk bokförläggare. Han var son till Joseph Meyer samt far till Hans och Hermann Meyer.
Meyer övertog efter fadern bokförlagsaffären, vars ledning han först 1886 överlämnade åt sina två äldsta söner. År 1874 flyttade han den till Leipzig, där den utvidgades i flera riktningar, i synnerhet inom det lexikaliska området. Han utgav Neues Konversationslexikon für alle Stände (15 band; 1857–60; 6:e upplagan under titeln Meyers grosses Konversationslexikon, 20 band, 1902–08, jämte Ergänzungen i 1 band, 1909, och Jahressupplement 1910 ff.), Meyers Handlexikon des allgemeinen Wissens (1870–72; 3:e upplagan 1833) samt en serie Fachlexika (1882 ff.). 
Bland Meyers förlagsartiklar märktes även "Reisebücher" och "Klassikerbibliothek" (omfattande de flesta av världslitteraturens mest framstående arbeten) samt Brehms Illustriertes Thierleben, till vilket arbete sluter sig Allgemeine Naturkunde (1885 ff.). Sedan Meyer lämnat förlagsbokhandeln, ägnade han sig uteslutande åt att söka praktiskt lösa sociala problem. Han stiftade och ledde en stor förening för byggande av billiga arbetarbostäder i Leipzig, som tack vare hans energi och praktiska blick hade stor framgång.